# هشام الفاتحي
هشام الفاتحي (مواليد 12 يونيو 1982) هو لاعب كرة قدم مغربي سابق، شغل مركز مهاجم في عدة أندية مغربية.

## مسيرته
وُلد بمدينة الخميسات في 12 يونيو 1982، تدرج في الفئات الصغرى لنادي الجيش الملكي حيث لعب لشبانه قبل أن ينتقل إلى نادي اتحاد الخميسات الذي لعب له حتى يونيو 2010، حيث انتقل إلى نادي الفتح الرياضي الذي فاز معه بكأس العرش وكأس الاتحاد الإفريقي سنة 2010.
وفي ديسمبر 2011، عاد إلى فريقه الأم الجيش الملكي لمدة موسمين ونصف مقابل 160 مليون سنتيم (1.6 مليون درهم مغربي)، حيث خاض أول مقابلة معه في 25 ديسمبر 2011 ضد النادي القنيطري برسم الجولة 13 من الدوري المغربي للمحترفين.

## روابط خارجية
- هشام الفاتحي على موقع قاعدة بيانات كرة القدم.إي يو (الإنجليزية)